# Euophrys testaceozonata
Euophrys testaceozonata es una especie de araña saltarina del género Euophrys, familia Salticidae. Fue descrita científicamente por Caporiacco en 1922.
Habita en Italia.